# Tolon/Kumbungu
Le district de Tolon/Kumbungu est l’un des 20 districts de la région du Nord du Ghana.